# 손보승
손보승(한국 한자: 孫甫昇, 1999년 1월 11일 ~ )은 대한민국의 남성 뮤지컬 배우 겸 배우이다.

## 주요 이력
2016년 연기자 데뷔를 하였다. 신장은 185cm이고 체중은 102kg인 그는 초등학교 시절이던 2008년 8월에서 중학교 시절이던 2012년 5월까지 캐나다 유학을 4년 남짓 한 전력이 있다. 유도 경기 관람에 취미가 있고 록 음악 노래 부르기, 래핑, 기타·피아노·전자 키보드 연주와 영어·프랑스어·스페인어·중국어·일본어·독일어 회화와 뮤지컬 연기와 성악에 특기가 있다.

## 학력
- 윤중중학교 (졸업)
- 안양예술고등학교 연극영화학과 (졸업)

## 출연작

### 뮤지컬
- 2017년 : 《레 미제라블》

### TV 프로그램
- 2021년 : TV CHOSUN 《내일은 국민가수》
- 2025년 : TV CHOSUN 《조선의 사랑꾼》

### 드라마
- 2016년 MBC 주말특별기획 《아버님 제가 모실게요》 ... 한창수 역
- 2019년 OCN 수목드라마 《구해줘 2》 ... 정성호 역
- 2020년 MBC 수목드라마 《내가 가장 예뻤을 때》 ... 백정일 역
- 2020년 SBS 월화드라마 《팬트하우스》 ... 엄장대 역
- 2021년 SBS 금토드라마 《펜트하우스 2》 ... 엄장대 역
- 2021년 JTBC 토요드라마 《알고있지만,》 ... 민상 역
- 2021년 SBS 금요드라마 《펜트하우스 3》 ... 엄장대 역
- 2023년 Disney+ 드라마 《무빙》... 정육점 사장 아들 역
- 2025년 Netflix 드라마 《트리거》... 서영동 역
- 2025년 KBS2 드라마 《은수 좋은 날》 ... 황준현 역

### 영화
- 2019년 《생일》

## 수상 경력
- 2017년 : 대구국제뮤지컬페스티벌 뮤지컬스타 장려상(2017년 6월)